# Llanura amazónica (Colombia)
Llanura Amazónica en Colombia, está comprendida desde el río  Guaviare hasta el Amazonas, la cordillera oriental y la zona limítrofe con Brasil. Es una región tropical, caracterizada por ser una selva lluviosa
La amazonia colombiana ocupa 5.477.278 km²  de los cuales 309.988 km (64,9%), son ocupados por selva húmeda tropical, 57.388 km (12%) por selvas inundables y 22.030 km (4,7%) por biomas de montaña. En total 57.388 km² son selvas inundables y las sabanas amazónicas y algunas especies de Caatinga abarcan 16.042 km² (3,4%), las formaciones rocosas de la región ocupan 71.835 km² (15%).

## Fauna
En la amazonia colombiana se han registrado 6.249 especies de flora. La diversidad en fauna está compuesta por 647 especies de aves, 158 anfibios de los cuales 118 son endémicos, 195 especies de reptiles endémicos, 753 de peces y 212 de mamíferos.